# Ludvig Fredholm
Oscar Ludvig Fredholm, född 17 september 1830 i Stockholm, död 17 december 1891 i Stockholm, var en svensk industri- och affärsman.
Ludvig Fredholms far var skeppsredaren Pehr Adolf Fredholm, som var bördig från en soldat Frimodig i Rappestad. Modern Mary Bairnes Burgman var britt. Ludvig Fredholm studerade i Rostock, och ägnade sig sedan åt affärer och bankirverksamhet i Stockholm, och först på äldre dagar, efter en resa till England, började han intressera sig för elektronik då han i London fick se elektrisk gatubelysning. Han tänkte då bli svensk agent för brushsystemet, men skulle först testa den nya uppfinningen. I samband med detta knöt han kontakt med ingenjörerna och bröderna Georg Wenström och Jonas Wenström. Sveriges första gatubelysning tändes den 16 september 1881 när Oscar II avreste till Karlsruhe på bröllopet mellan blivande kung Gustaf V och Victoria av Baden. Belysningen bestod av 16 båglampr som drevs av lokomotiv-dynamo. Något senare använde Fredholm glödlampor till gatubelysning. 
1882 uppfann Jonas Wenström en annan dynamo, och uppköpet av det svenska patentet på brushsystemet blev därmed inte av. I stället inköpte Fredholm Wenströms patent, och bildade Asea. Sonen John Fredholm övertog vd:skapet av Asea, medan sonen Ivar Fredholm var matematiker.